# Indie occidentali danesi
Le Indie occidentali danesi (in danese Dansk Vestindien o De dansk-vestindiske øe), chiamate non ufficialmente Antille danesi (in danese Dansk Antiller) o Isole Vergini danesi (in danese Dansk Jomfruøerne) sono state una colonia della Danimarca dal 1752 al 1917, quando furono vendute agli Stati Uniti d'America. Rimase alla Danimarca solo l'isola di Water Island che passò anch'essa agli Stati Uniti nel 1944.

## Storia
L'isola di Saint Thomas passò sotto il controllo della Compagnia danese delle Indie occidentali e della Guinea nel 1672, poi la Compagnia prese il possesso di Saint John nel 1683, anche se fino al 1718 venne varie volte conquistata dal Regno Unito.
Nel 1733 la Compagnia danese acquistò dalla Compagnia francese delle Indie occidentali l'isola di Saint Croix.
Nel 1754 la Compagnia danese venne liquidata e le isole passarono sotto il controllo diretto del re di Danimarca, Federico V.
Durante le Guerre Napoleoniche le Indie occidentali danesi furono occupate dal Regno Unito dal marzo 1801 al 27 marzo 1802 e dal dicembre 1807 al 20 novembre 1815, ma ritornarono alla Danimarca in seguito al Congresso di Vienna.
Dal 1915 le isole entrarono nelle mire degli Stati Uniti d'America a causa della loro posizione di passaggio tra l'Europa e il Canale di Panama, e per il timore che con un'eventuale occupazione della Danimarca da parte dell'Impero tedesco sarebbero diventate una base avanzata degli U-Boot contro gli Stati Uniti d'America. Il 12 dicembre 1916 venne firmato il Trattato delle Indie occidentali danesi che prevedeva la cessione delle isole agli Stati Uniti d'America in cambio di 25.000.000 di dollari oro alla Danimarca (circa 360.000.000 di dollari attuali), trattato che venne firmato al Biltmore Hotel di New York dal segretario di stato Robert Lansing e dal primo ministro danese Constantin Brun. Il Senato statunitense approvò il trattato il 7 settembre 1916.
Il Referendum sulla vendita delle Indie occidentali danesi che si tenne in Danimarca il 14 dicembre 1916 approvò il trattato e quindi il 9 marzo 1917 re Cristiano X di Danimarca lo proclamò; il presidente statunitense Woodrow Wilson ratificò il trattato il 16 gennaio 1917 e lo proclamò il 25 gennaio. Le Indie occidentali danesi assunsero il nome di Isole Vergini Americane.
Il 31 marzo a Charlotte Amalie venne ammainata la bandiera danese dal palazzo del governatore e issata la bandiera statunitense, suggellando il passaggio di poteri tra l'ultimo governatore danese, Henri Konow e il primo governatore statunitense, Edwin Taylor Pollock. Dopo cinque giorni gli Stati Uniti d'America dichiararono guerra all'Impero tedesco e le Isole Vergini divennero un'importante base della marina militare statunitense.
Fino agli anni cinquanta del XX secolo la popolazione delle isole parlava anche danese; la lingua fu progressivamente abbandonata e scomparve, soppiantata dall'inglese.

## Isole
Ecco i dati sulle Indie occidentali danesi del 1850 circa:
| Isola                    | Nome danese      | Popolazione | Capoluogo        |
| ------------------------ | ---------------- | ----------- | ---------------- |
| Saint Thomas             | Sankt Thomas     | 12.800 ab.  | Charlotte Amalie |
| Saint John               | Sankt Jan        | 2.600 ab.   | Cruz Bay         |
| Saint Croix              | Sankt Croix      | 25.600 ab.  | Christiansted    |
| Indie occidentali danesi | Dansk Vestindien | 41.000 ab.  | Charlotte Amalie |

## Governatori delle Indie occidentali danesi
- Christian Leberecht von Prøck (1756-1766), governatore generale di St. Thomas e St. John e dal 1758 anche di St. Croix.
- Peter Clausen (1766-1771), governatore generale delle Indie occidentali danesi.
- Frederik Moth (1770-1772)
- Ulrich Wilhelm von Roepstorff (1772-1773)
- Peter Clausen (1773-1784)
- Henrik Ludvig Ernst von Schimmelmann (luglio - ottobre 1773)
- Peter Clausen (ottobre 1773 - 1784)
- Henrik Ludvig Ernst von Schimmelmann (1784 - 1787)
- Ernst Frederik von Walterstorff (1787 - 1794)
- Wilhelm Anton Lindemann (1794 - 1796)
- Thomas de Malleville (1796 - 1799)
- Wilhelm Anton Lindemann (1799 - 31 marzo 1801)
- Ernst Frederik von Walterstorff (16 febbraio 1802 - 27 ottobre 1802)
- Baltharzar Frederik Mühlenfels (27 ottobre 1802 - 1807)
- Hans Christopher Lillienskjøld (marzo - dicembre 1807)
- Henry Bowyer (dicembre 1807 - 1808)
- Peter Lotharius von Oxholm (1815 - 1816)
- Johan Henrik von Stabel (maggio - luglio 1816)
- Adrian Benjamin Bentzon (1816 - 1820)
- Carl Adolph Rothe (1820 - 1822)
- Johan Frederik Bardenfleth (1822 - 1827)
- Peter Carl Frederik von Scholten (1827 - luglio 1848)
- Frederik von Oxholm (luglio - novembre 1848)
- Peder Hansen (novembre 1848 - 1851)
- Hans Ditmar Frederik Feddersen (1851 - 1855)
- Johan Frederik Schlegel (1855 - 1861)
- Vilhelm Ludvig Birch (1861 - 1871)
- John Christmas (febbraio - giugno 1871)
- Frantz Ernst Bille (giugno 1871 - luglio 1872)
- Johan August Stakeman (luglio - settembre 1872)
- Janus August Garde (settembre 1872 - 1881)
- Christian Henrik Arendrup (1881 - 1893)
- Carl Emil Hedemann (1893 - 1903)
- Herman August Jürs (1903 - 1904)
- Frederik Theodor Martin Mortensen Nordlien (1904 - 1905)
- Christian Magdalus Thestrup Cold (1905 - 1908)
- Peter Carl Limpricht (1908 - 1911)
- Lars Christian Helweg-Larsen (1911 - 3 ottobre 1916)
- Henri Konow (3 ottobre 1916 - 31 marzo 1917)

Le Indie occidentali danesi furono vendute dalla Danimarca agli Stati Uniti il 12 dicembre 1916, l'amministrazione statunitense cominciò il 31 marzo 1917 con il governatore Edwin Taylor Pollock.